# Бородавка
Боро́давка (лат. verruca) — хвороба, яка характеризується утворенням доброякісного пухлиноподібного ураження шкіри, що виникає внаслідок розростання її епітеліального та сполучнотканинного (соскового) шарів.
Найчастішою причиною захворювання є вірус папіломи людини.

## Гістологічна класифікація
Розрізняють чотири форми бородавок:
- Бородавки звичайні — щільні вузлики з нерівною поверхнею, головним чином виникають на тильних поверхнях рук та на підошвах. Можуть групуватися у великі горбисті бляшки.
- Бородавки плоскі мають вигляд плоских та щільних на дотик вузликів сірувато-білуватого кольору з рожевим відтінком; найчастіше виникають на руках і обличчі у дітей та юнаків.
- Бородавки гострокінцеві — невеличкі м'які блідо-рожеві сосочкоподібні утворення, що, розростаючись, нагадують цвітну капусту; здебільшого уражають зовнішні статеві органи.
- Бородавки старечі — жовтого або чорнуватого кольору, м'які, переважно множинні, розвиваються головним чином на обличчі, шиї, спині; з вірусною інфекцією не пов'язані.

## Причини
Найчастіше збудником є віруси родини Papovaviridae. Вірус інфікує клітини епідермісу, призводячи до проліферації кератиноцитів епідермісу та фібробластів сосочкового шару дерми.
Існують й інші причини виникнення бородавок (хімічні впливи, дія деяких біологічних факторів, тощо).

## Клінічні прояви
За зовнішнім виглядом бородавка — папула з грубою поверхнею, не напружена, часом болюча, частіше локалізується на шкірі пальців.

## Лікування
Лікування бородавок залежить від їх форми. Застосовують зскрібання, змазування ляпісом, рідиною Гордєєва, свіжим соком чистотіла, заморожування твердою вуглекислотою, електрокаустика, рентгеноопромінювання тощо.
Застосовують також такі методи:
- Електрокоагуляція.
- Кріодеструкція (заморожування рідким азотом).
- Хімієтерапія — каустичні препарати (наприклад, на основі березового дьогтю, саліцилова кислота), ацикловір.

## Цікаві факти
- Сік, що виділяється залозами листка росички круглолистої, розчиняє органічні речовини, тому рослину використовували при виведенні бородавок[джерело?][3].
- Застосовували молочай  для винищення бородавок.[джерело?]
- У народній медицині для виведення бородавок використовують очиток їдкий, пшінку весняну, молочай кипарисоподібний, чистотіл звичайний.[джерело?]
- Ялівець козацький використовують як зовнішній засіб у формі мазі, настойки, щоб позбутися бородавок.[джерело?]
- У косметології шкірку бананів використовують як натуральний засіб для видалення бородавок[4][5].